# Carlos Abella (futbolista)
Carlos Abella (Pitalito, Huila, Colombia; 25 de enero de 1986) es un exfutbolista y entrenador colombiano que jugaba en la posición de portero. Actualmente no dirige a ningún club.

## Jugador
Su buen nivel en las inferiores de Atlético Huila lo llevaron hacer parte de la camada de jugadores de la Selección Colombia Sub-20 del año 2005 como Libis Arenas, Camilo Zúñiga, Cristian Zapata, Óscar Briceño, Edwin Valencia, Abel Aguilar, Freddy Guarin, Falcao entre otros.
Debutó con el Atlético Huila en el año 2004, en busca de sumar minutos estuvo cedido en Atlético Nacional, Envigado FC (6 PJ) y Atlético Bucaramanga aunque sin mayor transendencia.
Su segunda etapa con el Atlético Huila se daría entre 2008 y 2011 donde nunca pudo consolidarse como titular ante los esperimentados Luis Estacio y Fernando Fernández con quienes disputaba la posición. Tras jugar poco, lo más destacado que hizo fue convertir un gol en la Copa Colombia 2008.
Luego de 5 temporadas jugando para los opitas decide tomar unos rumbos y por petición del entrenador Alberto Gamero ficha con el Boyacá Chicó en 2012 donde demostró un buen nivel jugando 36 partidos y siendo su mejor campaña durante toda su carrera.
Decide darse una tercera oportunidad en el Atlético Huila entre 2013 y 2015 aunque nuevamente no logró consolidarse al disputar la posición con: Williams Buenaños, Ernesto Hernández, Rayo Banguera y Jhonny da Silva. El 4 de octubre de 2015 disputa su último partido profesional.

## Entrenador
Luego de que el Atlético Huila perdiera la categoría en la fecha 15 del torneo finalización las directivas del equipo opita deciden que Abella remplaze en calidad de interino en los últimos partidos del campeonato a Alberto Rujana quien renunció al cargo. Abella dirige su primer partido el 28 de octubre de 2021 ante el Deportivo Pasto y se despide del club con una victoria 1-0 ante el Envigado FC el 21 de noviembre.

## Selección Colombia
Hizo parte de la nómina con la Selección de fútbol de Colombia Sub-20 en la Copa Mundial de Fútbol Juvenil de 2005, era suplente y no jugó.

### Participaciones en Copas del Mundo
| Mundial                     | Sede         | Resultado        | Partidos |
| --------------------------- | ------------ | ---------------- | -------- |
| Copa Mundial Sub-20 de 2005 | Países Bajos | Octavos de final | 0        |

## Clubes

### Como jugador
| Club                 | País     | Año         |
| -------------------- | -------- | ----------- |
| Atlético Huila       | Colombia | 2004        |
| Atlético Nacional    | Colombia | 2005        |
| Envigado F.C.        | Colombia | 2006        |
| Atlético Bucaramanga | Colombia | 2007        |
| Atlético Huila       | Colombia | 2008 - 2011 |
| Boyacá Chicó         | Colombia | 2012        |
| Atlético Huila       | Colombia | 2013 - 2015 |

### Como entrenador
| Club           | País     | Año  |
| -------------- | -------- | ---- |
| Atlético Huila | Colombia | 2021 |

## Estadísticas como jugador
| Club                            | Div.          | Temporada     | Liga  | Liga  | Copa Nacional | Copa Nacional | Total | Total |
| Club                            | Div.          | Temporada     | Part. | Goles | Part.         | Goles         | Part. | Goles |
| ------------------------------- | ------------- | ------------- | ----- | ----- | ------------- | ------------- | ----- | ----- |
| Atlético Huila · Colombia       | 1.ª           | 2004          | 1     | 0     | Inexistentes  | Inexistentes  | 1     | 0     |
| Atlético Huila · Colombia       | 1.ª           | 2008          | 0     | 0     | 3             | 1             | 3     | 1     |
| Atlético Huila · Colombia       | 1.ª           | 2009          | 0     | 0     | 3             | 0             | 3     | 0     |
| Atlético Huila · Colombia       | 1.ª           | 2010          | 3     | 0     | 1             | 0             | 4     | 0     |
| Atlético Huila · Colombia       | 1.ª           | 2011          | 8     | 0     | 2             | 0             | 10    | 0     |
| Atlético Huila · Colombia       | 1.ª           | 2013          | 9     | 0     | 7             | 0             | 16    | 0     |
| Atlético Huila · Colombia       | 1.ª           | 2014          | 2     | 0     | 7             | 0             | 9     | 0     |
| Atlético Huila · Colombia       | 1.ª           | 2015          | 7     | 0     | 5             | 0             | 12    | 0     |
| Atlético Huila · Colombia       | Total club    | Total club    | 30    | 0     | 28            | 1             | 58    | 1     |
| Atlético Nacional · Colombia    | 1.ª           | 2005          | 0     | 0     | Inexistentes  | Inexistentes  | 0     | 0     |
| Atlético Nacional · Colombia    | Total club    | Total club    | 0     | 0     | 0             | 0             | 0     | 0     |
| Envigado FC · Colombia          | 1.ª           | 2006          | 6     | 0     | Inexistentes  | Inexistentes  | 6     | 0     |
| Envigado FC · Colombia          | Total club    | Total club    | 6     | 0     | 0             | 0             | 6     | 0     |
| Atlético Bucaramanga · Colombia | 1.ª           | 2007          | 0     | 0     | Inexistentes  | Inexistentes  | 0     | 0     |
| Atlético Bucaramanga · Colombia | Total club    | Total club    | 0     | 0     | 0             | 0             | 0     | 0     |
| Boyacá Chicó · Colombia         | 1.ª           | 2012          | 30    | 0     | 6             | 0             | 36    | 0     |
| Boyacá Chicó · Colombia         | Total club    | Total club    | 30    | 0     | 6             | 0             | 36    | 0     |
| Total carrera                   | Total carrera | Total carrera | 66    | 0     | 34            | 1             | 100   | 1     |

## Estadística como entrenador
Actualizado al último partido dirigido: 21 de noviembre de 2021.
| Atlético Huila · Colombia |   |   |   |   |   |   |      |
| Primera División 2021     | 5 | 1 | 0 | 4 | 1 | 9 | (-8) |
| Total club                | 5 | 1 | 0 | 4 | 1 | 9 | (-8) |